# 拉德克斯堡郊镇
拉德克斯堡郊镇是奥地利施泰尔马克州的一个旧市镇。总面积27.76平方公里，总人口1778人，人口密度64.0人/平方公里（2005年）。
2015年，拉德克斯堡郊镇在施泰尔马克州市镇结构改革中并入市镇巴特拉德克斯堡。